# Charlie Parker
Charlie Parker (29. srpna 1920 Kansas City, Kansas, USA – 12. března 1955 New York, USA), známý též jako „Bird“ či „Yardbird“, byl americký jazzový saxofonista a skladatel, který stál u zrodu bebopu. Je považován za jednoho z nejvýznamnějších jazzových hudebníků a skladatelů všech dob. Jeho neotřelý přístup k melodii, rytmu a harmonii měl obrovský vliv na jeho současníky. Některé z jeho skladeb jako například Billie’s Bounce, Antropology, Ornitology nebo Confirmation patří mezi jazzové standardy.
Šlo o umělce, který představoval ikonu subkultury hipsterů a později i beatnické generace, zosobňoval pojetí jazzového muzikanta jako nesmlouvavého umělce a intelektuála.
Přezdívku „Yardbird“ získal na začátku své kariéry a její zkrácená podoba „Bird“ mu pak zůstala až do konce života. Obě varianty se staly inspirací pro názvy různých jeho skladeb nebo alb jako například Yardbird Suite, Ornitology či Bird of Paradise. Ohledně původu jeho přezdívky kolují dvě historky: První tvrdí, že prostě žil „volně jako pták“ („free as a bird“ v originále). Druhá popisuje příhodu, která se stala na turné s Jayem McShannem, kdy při jízdě autem nešťastnou náhodou srazili kuře („yardbird“ je americký slangový výraz pro kuře). Prý tehdy donutil řidiče zastavit a mrtvé kuře si vzal s sebou domů, aby mu ho jeho domácí uvařila k večeři.

## Život

### Dětství
Narodil se 29. srpna 1920 jako jediné dítě Charlese a Addie Parkerových v Kansas City ve státě Kansas, vyrůstal ovšem v Kansas City v Missouri. Od září 1934 zde navštěvoval Lincoln High School. V prosinci 1935 však střední školu opustil, aby se věnoval výhradně hudební kariéře.
Jako dítě nevykazoval žádné známky zvláštního hudebního talentu. Jeho otec Charles byl alkoholik a doma se příliš nezdržoval, přesto jej zřejmě po hudební stránce ovlivnil, jelikož nějaký čas působil jako pianista, tanečník a zpěvák známého kabaretu T.O.B.A. Jeho matka Addie pracovala po nocích na místní pobočce Western Union. Na jeho budoucí hudební kariéru měl však největší vliv jeden mladý trombonista, který ho naučil základům improvizace.
Na saxofon začal hrát v jedenácti letech, ve čtrnácti se pak přidal ke školní kapele.

### Začátek kariéry
Na začátku roku 1936 se údajně zúčastnil improvizační soutěže, kde po něm bubeník Jo Jones hodil činel, protože nemohl jeho hraní vystát. Jones však v početných rozhovorech tento incident za celý svůj život nikdy nezmínil.
V té době začal cvičit s ohromnou pílí a odhodláním, naučil se blues, standard „Cherokee“ a „Rhythm Changes“ ve všech dvanácti tóninách. Tak ovládl umění improvizace a začal rozvíjet některé prvky pozdějšího bebopu. V jednom rozhovoru s Paulem Desmondem uvedl, že tehdy cvičil až patnáct hodin denně.
V Kansas City působila seskupení Counta Basieho a Bennieho Motena, která Parkera nepochybně ovlivnila. Hrál s místními jazzovými kapelami po lokálních klubech, v sedmnácti letech se pak přidal ke Kansas City Bandu Bustera Smithe.
Jeho vůbec první nahrávka vznikla v roce 1940 a stalo se tak s kapelou pianisty Jay McShanna, v níž s krátkou přestávkou působil od roku 1938. Koncertovali v Chicagu, na jihozápadě Spojených států i v New Yorku. Už na těchto prvních nahrávkách je patrné Parkerovo výjimečné improvizační nadání.

### New York City a bebop
V roce 1939 poprvé navštívil New York, meku všech jazzmanů, a zůstal zde téměř rok. Pracoval mimo jiné i jako umývač nádobí v Jimmie's Chicken Shack, kde hrával na piano Art Tatum. Jako profesionální muzikant si vydělával jen sporadicky, hojně se však účastnil místních jam sessions. Jak později uvedl, brzy mu začal vadit určitý stereotyp změn v improvizacích a chtěl hrát něco jiného, i když se mu to zpočátku nedařilo: „Nepřestával jsem myslet na to, že tady musí být i něco jiného... Občas jsem to i zaslechl, ale zahrát jsem to nedokázal.“ Až jednou při jam session s kytaristou Biddy Fleetem se to při skladbě Cherokee povedlo – Parker použil vyšší intervaly akordu jako melodickou linku, podtrhl to odpovídajícími změnami a zjistil, že to, co „občas zaslechl“ dokáže konečně i zahrát.
V roce 1942 se zúčastnil jam session v newyorském Harlemu, kde se poprvé setkal s nadějnými jazzovými muzikanty, jako byl pianista Thelonious Monk, trumpetista Dizzy Gillespie, kytarista Charlie Christian nebo bubeník Kenny Clarke.
Roku 1943 se na rok připojil k Earl Hines' Bandu, kde mimo jiné hrál i Dizzy Gillespie. Tato formace se pak stala základem bandu Billyho Eckstina. Obě uskupení představovala vrchol nové jazzové scény.

### Vrchol kariéry a osobní krize
Významný zlom přišel v roce 1945, kdy vedl svoji vlastní kapelu a nahrál sérii skladeb včetně Salt Peanuts nebo Show 'Nuff, které definovaly nový druh jazzové muziky. Na konci roku 1945 se vydal společně s Gillespiem do Kalifornie. Jejich pobyt však skončil katastrofálně. Západní publikum nenašlo v bebopu zalíbení, s Gillespiem se neustále hádal a on sám nakonec upadl do problémů s drogami a alkoholem. V červenci 1946 se nervově zhroutil a musel být na sedm měsíců hospitalizován v kalifornské Camarillo State Hospital. Závislost na heroinu u něho údajně vznikla následkem podávání morfinu, když se ještě jako dospívající léčil z následků autonehody. Abstinenční příznaky pak často kompenzoval alkoholem. Oba tyto návyky se bezpochyby podepsaly na jeho zdravotním stavu a přispěly k jeho předčasné smrti.
Po propuštění z nemocnice se rychle „vrátil do formy“. Odjel zpět do New Yorku, kde společně s bubeníkem Maxem Roachem, trumpetistou Milesem Davisem, pianistou Dukem Jordanem a kontrabasistou Tommy Potterem založili jazzový quintet. V roce 1947 také nahrál svá nejznámější alba jako Night in Tunisia nebo Yardbird Suite. V této době byl nejvlivnějším a nejproslulejším jazzovým muzikantem. Jeho jazzový vzestup však ostře kontrastoval s osobním úpadkem spojeným se závislostí na heroinu a alkoholu. Přesto dokázal v letech 1947 až 1951 sám nebo s kapelou odehrát mnoho koncertů v klubech, rozhlasových stanicích i jinde a v roce 1949 podnikl úspěšné turné po Evropě.

### Předčasná smrt
V červenci 1951 přišel kvůli problémům s drogami o povolení hrát v centru města, a tak se musel na nějakou dobu uchýlit na periferii. Hrál jen příležitostně, měl dluhy, jeho psychický i fyzický stav se zhoršoval. V roce 1954 se dvakrát pokusil o sebevraždu. Poslední veřejný koncert odehrál 5. května 1955 v newyorském klubu Birdland, později pojmenovaném na jeho počest. V depresi a s podlomeným zdravím našel útočiště v bytě jazzové patronky baronky Nicy de Konigswater, kde 12. května 1955 zemřel, údajně na zápal plic a komplikace spojené s krvácejícím vředem.
Přežily ho obě jeho ženy, zákonná manželka Doris i partnerka Chan, a zanechal po sobě syna Bairda. Nevlastní dcera Kim se také věnuje hudbě. Osudy jeho nejbližších popisuje Chan Parker ve své autobiografii My Life in E Flat.

## Hudba
Sehrál zásadní roli ve vývoji bebopu, formy jazzu charakterizované spíše svižným tempem a improvizacemi než melodií. Jeho kompoziční styl charakterizují rychlé přechody od již existujících forem a standardů k originálním melodiím. Typickými příklady mohou být skladby Ornithology (How High The Moon) nebo Yardbird Suite (What Price Love). Nejednalo se sice o nic, co by se již dříve v jazzu neobjevilo, ale v bebopu šlo o zásadní, charakteristický prvek.
Jeho pojetí harmonie lze považovat za revoluční. Jeho tonální repertoár zahrnoval akordy nonové, undecimové a tercdecimové, rychle implikované akordy disharmonické a nové varianty změněných akordů a akordových substitucí. Jeho hudební barvu lze popsat jako čistou a pronikavou, ale zároveň i jemnou a tklivou u balad.
Nahrávky jako Ko-Ko, Kim, Leap Frog a další svědčí o Parkerově výborné virtuózní technice a složitých melodických linkách, stejně tak ale patřil i mezi velikány bluesové hry. Jeho bluesová improvizace v Parker’s Mood představuje jednu z nejpůsobivějších nahrávek v dějinách jazzu.
V různých obdobích spojoval jazz s prvky dalších hudebních stylů od klasiky po hudbu latinskoamerickou; v tom ho pak mnozí následovali.

## Diskografie
Nahrával pro tři hudební vydavatelství: Savoy, Dial a Verve.
Období u Savoy a Dial mapují kompletní soubory nahrávek The Complete Savoy Sessions, Charlie Parker on Dial, Complete Charlie Parker on Dial a The Complete Savoy & Dial Master Takes. Nahrávky pro Verve vyšly jako Bird: The Complete Charlie Parker on Verve a The Complete Verve Master Takes.

### Nahrávky pro Savoy
1944
- The Immortal Charlie Parker
- Bird: Master Takes
- Encores

1945
- Dizzy Gillespie - Groovin' High
- The Genius Of Charlie Parker
- Charlie Parker Story
- Charlie Parker Memorial, Vol. 2

1947
- Charlie Parker Memorial, Vol. 1

1948
- Bird At The Roost, Vol. 1
- Newly Discovered Sides By Charlie Parker
- The 'Bird' Returns

1949
- Bird At The Roost, Vol. 2
- Bird At The Roost

1950
- An Evening At Home With Charlie Parker Sextet

### Nahrávky pro Dial
1945
- Red Norvo's Fabulous Jam Session

1946
- Alternate Masters, Vol. 2

1947
- The Bird Blows The Blues
- Cool Blues c/w Bird's Nest
- Alternate Masters, Vol. 1
- Crazeology c/w Crazeology, II: 3 Ways Of Playing A Chorus
- Charlie Parker, Vol. 4

### Nahrávky pro Verve
1946
- Jazz At The Philharmonic, Vol. 2
- Jazz At The Philharmonic, Vol. 4

1948
- Various Artists - Potpourri Of Jazz
- The Charlie Parker Story, #1

1949
- The Genius Of Charlie Parker, #7 - Jazz Perennial
- Jazz At The Philharmonic, Vol. 7
- Jazz At The Philharmonic - The Ella Fitzgerald Set
- The Complete Charlie Parker On Verve - Bird

1950
- The Genius Of Charlie Parker, #4 - Bird And Diz
- The Charlie Parker Story, #3

1951
- The Genius Of Charlie Parker, #8 - Swedish Schnapps
- The Genius Of Charlie Parker, #6 - Fiesta

1952
- The Genius Of Charlie Parker, #3 - Now's The Time

1953
- The Quartet Of Charlie Parker

1954
- The Genius Of Charlie Parker, #5 - Charlie Parker Plays Cole Porter

### Kompilace
1940
- Bird's Eyes, Vol. 1 (Philology)
- Charlie Parker With Jay McShann And His Orchestra - Early Bird  (Stash)
- Jay McShann Orchestra Featuring Charlie Parker - Early Bird (Spotlight)

1941
- Jay McShann - The Early Bird Charlie Parker, 1941–1943: Jazz Heritage Series (MCA)
- The Complete Birth Of The Bebop (Stash)

1943
- Birth Of The Bebop: Bird On Tenor 1943 (Stash)

1945
- Every Bit Of It 1945 (Spotlight)
- Charlie Parker, Vol. 3 Young Bird 1945 (Masters of Jazz)
- Dizzy Gillespie - In The Beginning (Prestige)
- Bird's Eyes, Vol. 17 (Philology)
- Charlie Parker On Dial, Vol. 5 (Spotlight)
- Red Norvo's Fabulous Jam Session (Spotlight)
- Dizzy Gillespie/Charlie Parker - Town Hall, New York City, June 22, 1945 (Uptown)
- Bird's Eyes, Vol. 4 (Philology)
- Yardbird In Lotus Land (Spotlight)

1946
- Rappin' With Bird (Meexa)
- Jazz At The Philharmonic - How High The Moon (Mercury)
- Charlie Parker On Dial, Vol. 1 (Spotlight)

1947
- The Legendary Dial Masters, Vol. 2 (Stash)
- Various Artists - Lullaby In Rhythm (Spotlight)
- Charlie Parker On Dial, Vol. 2 (Spotlight)
- Charlie Parker On Dial, Vol. 3 (Spotlight)
- Charlie Parker On Dial, Vol. 4 (Spotlight)
- Various Artists - Anthropology (Spotlight)
- Allen Eager - In The Land Of Oo-Bla-Dee 1947–1953 (Uptown)
- Charlie Parker On Dial, Vol. 6 (Spotlight)
- Various Artists - The Jazz Scene (Clef)

1948
- Gene Roland Band Featuring Charlie Parker - The Band That Never Was (Spotlight)
- Bird's Eyes, Vol. 6 (Philology)
- Bird on 52nd St. (Jazz Workshop)
- Charlie Parker (Prestige)
- Charlie Parker - Live Performances (ESP)
- Charlie Parker On The Air, Vol. 1 (Everest)

1949
- Charlie Parker - Broadcast Performances, Vol. 2 (ESP)
- The Metronome All Stars - From Swing To Be-Bop (RCA Camden)
- Jazz At The Philharmonic - J.A.T.P. At Carnegie Hall 1949 (Pablo)
- Rara Avis Avis, Rare Bird (Stash)
- Various Artists - Alto Saxes (Norgran)
- Bird On The Road (Jazz Showcase)
- Charlie Parker/Dizzy Gillespie - Bird And Diz (Universal (Japan))
- Charlie Parker - Bird In Paris (Bird in Paris)
- Charlie Parker In France 1949 (Jazz O.P. (France))
- Charlie Parker - Bird Box, Vol. 2 (Jazz Up (Italy))
- Bird's Eyes, Vol. 5 (Philology)
- Charlie Parker with Strings (Clef)
- Bird's Eyes, Vol. 2 (Philology)
- Bird's Eyes, Vol. 3 (Philology)
- Dance Of The Infidels (S.C.A.M.)

1950
- Charlie Parker Live Birdland 1950 (EPM Musique (F) FDC 5710)
- Charlie Parker - Bird At St. Nick's (Jazz Workshop JWS 500)
- Charlie Parker At The Apollo Theater And St. Nick's Arena (Zim ZM 1007)
- Charlie Parker - Bird's Eyes, Vol. 15 (Philology (It) W 845-2)
- Charlie Parker - Fats Navarro - Bud Powell (Ozone 4)
- Charlie Parker - One Night In Birdland (Columbia JG 34808)
- Charlie Parker - Bud Powell - Fats Navarro (Ozone 9)
- Charlie Parker - Just Friends (S.C.A.M. JPG 4)
- Charlie Parker - Apartment Jam Sessions (Zim ZM 1006)
- V.A. - Our Best (Clef MGC 639)
- The Genius Of Charlie Parker, #4 - Bird And Diz (Verve MGV 8006)
- The Persuasively Coherent Miles Davis (Alto AL 701)
- Charlie Parker - Ultimate Bird 1949-50 (Grotto 495)
- Charlie Parker - Ballads And Birdland (Klacto (E) MG 101)
- Charlie Parker Big Band (Mercury MGC 609)
- Charlie Parker - Parker Plus Strings (Charlie Parker PLP 513)
- Charlie Parker - Bird With Strings Live At The Apollo, Carnegie Hall And Birdland (Columbia JC 34832)
- Charlie Parker - The Bird You Never Heard (Stash STCD 10)
- Norman Granz Jazz Concert (Norgran MGN 3501-2)
- Charlie Parker At The Pershing Ballroom Chicago 1950 (Zim ZM 1003)
- The Charlie Parker Story, #3 (Verve MGV 8002)
- Charlie Parker - Bird In Sweden (Spotlite (E) SPJ 124/25)
- Charlie Parker - More Unissued, Vol. 2 (Royal Jazz (D) RJD 506)
- Machito - Afro-Cuban Jazz (Clef MGC 689)
- An Evening At Home With Charlie Parker Sextet (Savoy MG 12152)

1951
- The Genius Of Charlie Parker, #8 - Swedish Schnapps (Verve MGV 8010)
- The Magnificent Charlie Parker (Clef MGC 646)
- The Genius Of Charlie Parker, #6 - Fiesta (Verve MGV 8008)
- Charlie Parker - Summit Meeting At Birdland (Columbia JC 34831)
- Charlie Parker - Bird Meets Birks (Klacto (E) MG 102)
- Charlie Parker - The Happy "Bird" (Charlie Parker PLP 404)
- Charlie Parker Live Boston, Philadelphia, Brooklyn 1951 (EPM Musique (F) FDC 5711)
- Charlie Parker - Bird With The Herd 1951 (Alamac QSR 2442)
- Charlie Parker - More Unissued, Vol. 1 (Royal Jazz (D) RJD 505)

1952
- Charlie Parker - New Bird, Vol. 2 (Phoenix LP 12)
- Charlie Parker/Sonny Criss/Chet Baker - Inglewood Jam 6-16-'52 (Jazz Chronicles JCS 102)
- Norman Granz' Jam Session, #1 (Mercury MGC 601)
- Norman Granz' Jam Session, #2 (Mercury MGC 602)
- Charlie Parker Live At Rockland Palace (Charlie Parker PLP 502)
- Charlie Parker - Cheers (S.C.A.M. JPG 2)
- The Genius Of Charlie Parker, #3 - Now's The Time (Verve MGV 8005)

1953
- Miles Davis - Collector's Items (Prestige PRLP 7044)
- Charlie Parker - Montreal 1953 (Uptown UP 27.36)
- Charlie Parker/Miles Davis/Dizzy Gillespie - Bird With Miles And Dizzy (Queen Disc (It) Q-002)
- Charlie Parker - One Night In Washington (Elektra/Musician E1 60019)
- Charlie Parker - Yardbird-DC-53 (VGM 0009)
- Charlie Parker At Storyville (Blue Note BT 85108)
- Charlie Parker - Star Eyes (Klacto (E) MG 100)
- Charles Mingus - The Complete Debut Recordings (Debut 12DCD 4402-2)
- The Quintet - Jazz At Massey Hall, Vol. 1 (Debut DLP 2)
- The Quintet - Jazz At Massey Hall (Debut DEB 124)
- Charlie Parker - Bird Meets Birks (Mark Gardner (E) MG 102)
- Bud Powell - Summer Broadcasts 1953 (ESP-Disk' ESP 3023)
- Charlie Parker - New Bird: Hi Hat Broadcasts 1953 (Phoenix LP 10)
- The Quartet Of Charlie Parker (Verve 825 671-2)

1954
- Hi-Hat All Stars, Guest Artists, Charlie Parker (Fresh Sound (Sp) FSR 303)
- Charlie Parker - Kenton And Bird (Jazz Supreme JS 703)
- The Genius Of Charlie Parker, #5 - Charlie Parker Plays Cole Porter (Verve MGV 8007)
- Charlie Parker - Miles Davis - Lee Konitz (Ozone 2)
- V.A. - Echoes Of An Era: The Birdland All Stars Live At Carnegie Hall (Roulette RE 127)

### Živé nahrávky
- Live at Townhall w. Dizzy (1945)
- Yardbird in Lotus Land (1945)
- Bird and Pres (1946) (Verve)
- Jazz at the Philharmonic (1946) (Polygram)
- Rapping with Bird (1946-1951)
- Bird and Diz at Carnegie Hall (1947) (Blue Note)
- The Complete Savoy Live Performances (1947–1950)
- Bird on 52nd Street (1948)
- The Complete Dean Benedetti Recordings (1948–1951) (7 cds)
- Jazz at the Philharmonic (1949) (Verve)
- Charlie Parker and the Stars of Modern Jazz at Carnegie Hall (1949) (Jass)
- Bird in Paris (1949)
- Bird in France (1949)
- Charlie Parker All Stars Live at the Royal Roost (1949)
- One Night in Birdland (1950) (Columbia)
- Bird at St. Nick's (1950)
- Bird at the Apollo Theatre and St. Nicklas Arena (1950)
- Apartment Jam Sessions (1950)
- Charlie Parker at the Pershing Ballroom Chicago 1950 (1950)
- Bird in Sweden (1950) (Storyville)
- Happy Bird (1951)
- Summit Meeting at Birdland (1951) (Columbia)
- Live at Rockland Palace (1952)
- Jam Session (1952) (Polygram)
- At Jirayr Zorthian's Ranch, July 14, 1952 (1952) (Rare Live Recordings)
- The Complete Legendary Rockland Palace Concert (1952)
- Charlie Parker: Montreal 1953 (1953)
- One Night in Washington (1953) (VGM)
- Bird at the High Hat (1953) (Blue Note)
- Charlie Parker at Storyville (1953)
- Jazz at Massey Hall aka.The Greatest Jazz Concert Ever (1953)

### Skladby
| - "Ah-Leu-Cha" - "Anthropology" - "Au Privave" - "An Oscar for Treadwell" - "Another Hairdo" - "Back Home Blues" - "Ballade" - "Barbados" - "Billie's Bounce" - "Bird Gets the Worm" - "Bird of Paradise" - "Bloomdido" - "Blue Bird" - "Blues (Fast)" - "Blues for Alice" - "Buzzy" - "Card Board" - "Celebrity" - "Chasing the Bird" - "Cheryl" | - "Chi Chi" - "Confirmation" - "Constellation" - "Cosmic Rays" - "Dewey Square" - "Dexterity" - "Diverse" - "Donna Lee" (s Milesem Davisem) - "Kim" - "K.C. Blues" - "Klaun Stance" - "Ko-Ko" - "Laird Baird" - "Leap Frog" - "Marmaduke" - "Merry-Go-Round" - "Moose the Mooche" - "Mohawk" - "My Little Suede Shoes" - "Now’s the time" | - "Ornithology" - "Parker's Mood" - "Passport" - "Perhaps" - "Quasimodo" - "Red Cross" - "Relaxing with Lee" - "Scrapple from the Apple" - "Segment" - "Shawnuff" (s Dizzy Gillespiem) - "She Rote" - "Si Si" - "Steeplechase" - "The Bird" - "Thriving from a Riff" - "Visa" - "Warming Up a Riff" - "Yardbird Suite" |